# Bulgaria en el Festival de la Canción de Eurovisión 2017
Bulgaria participó en el LXII Festival de la Canción de Eurovisión, celebrado en Kiev, Ucrania del 9 al 13 de mayo del 2017, tras la victoria de Jamala con la canción "1944".
- Datos: Q28499110
- Multimedia: Bulgaria in the Eurovision Song Contest 2017 / Q28499110